# Kirk Douglas

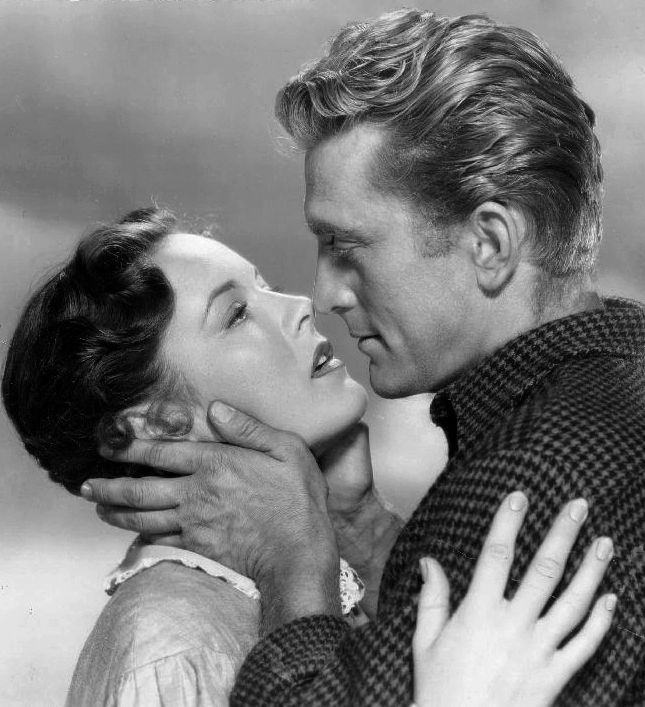
Kirk Douglas en Eve Miller in The Big Trees uit 1952.

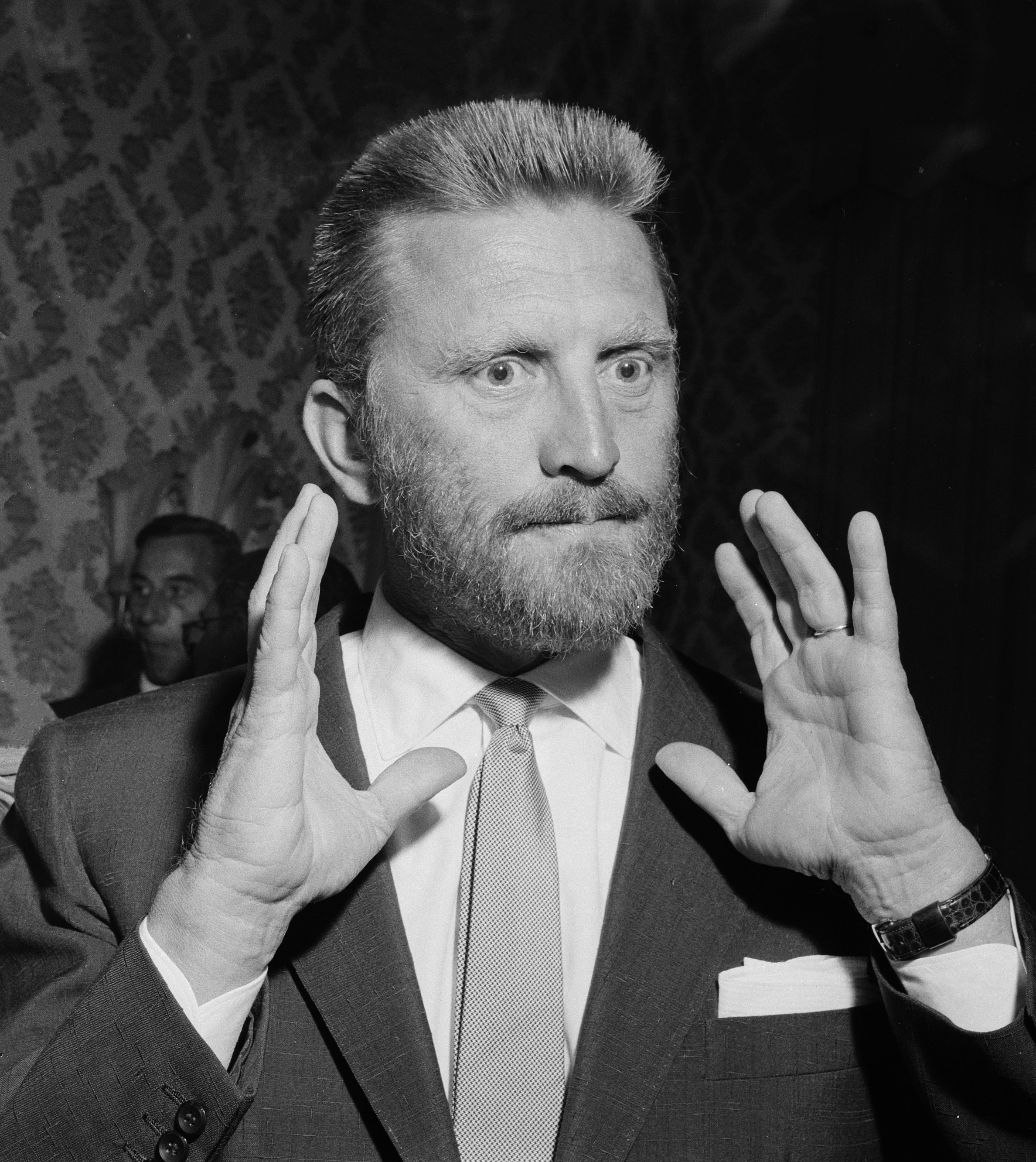
Kirk Douglas in Amsterdam in 1955.

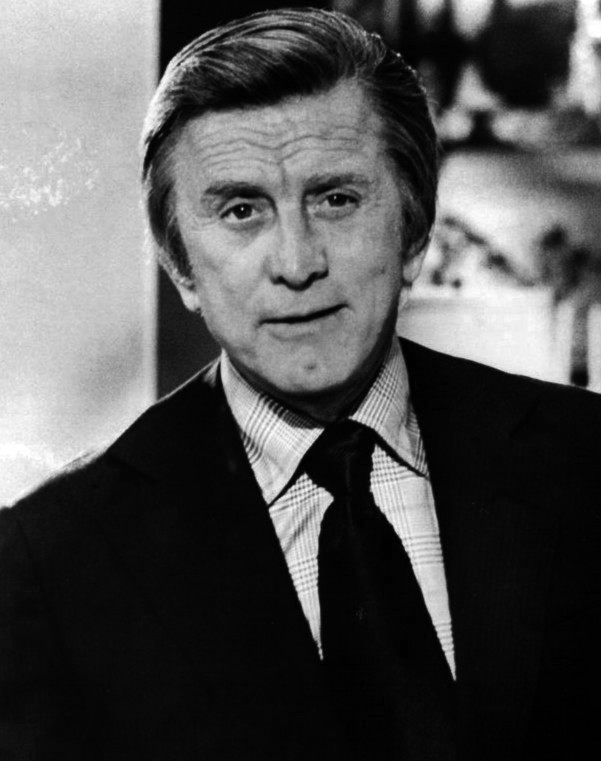
Kirk Douglas in 1975.

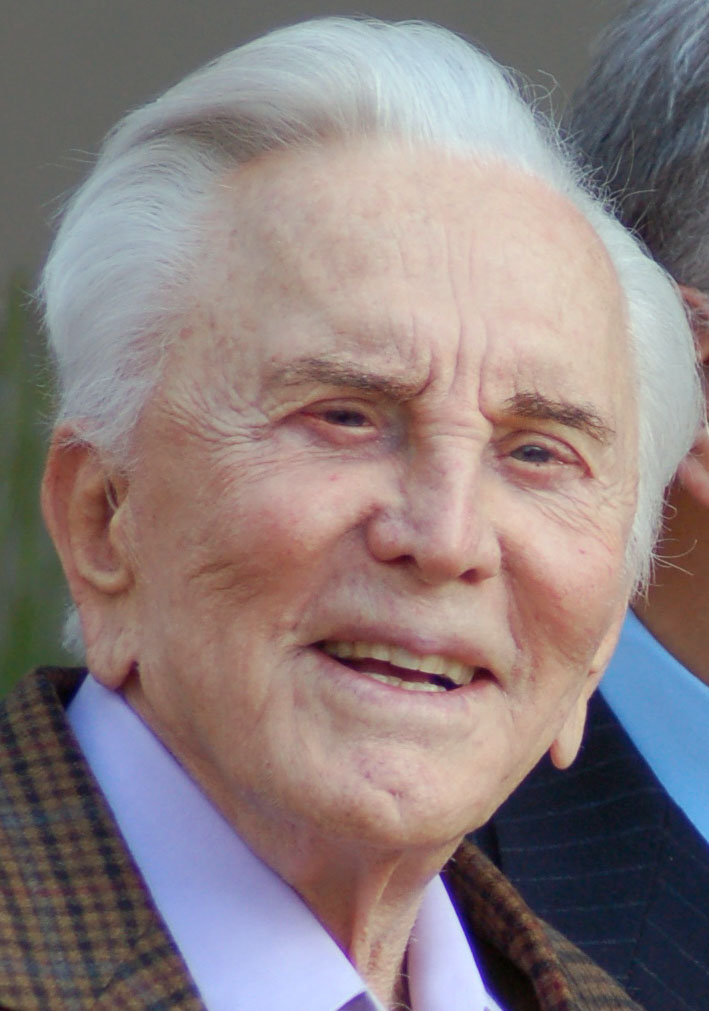
Kirk Douglas in 2011

Kirk Douglas, geboren als Issur Danielovitch Demsky (Amsterdam (New York), 9 december 1916 – Beverly Hills, 5 februari 2020), was een Amerikaans acteur, filmproducent, filmregisseur, activist en auteur. Naast zijn lange acteercarrière is hij bekend geworden als de man die de zwarte lijst van Hollywood in 1960 ten einde liet komen.

## Korte biografie

### Jeugdjaren
Douglas werd in Amsterdam in de staat New York geboren als zoon van Russisch-Joodse ouders. Alhoewel hij opgroeide in een arme buurt, slaagde hij er in een goede opleiding te voltooien en was hij actief in sport. Na een studie aan St. Lawrence University kreeg hij een beurs voor de American Academy of Dramatic Arts. Hier ontmoette hij Diana Dill, met wie hij in 1943 zou huwen, en Lauren Bacall. Net voordat hij in dienst ging bij de Amerikaanse marine in 1941, speelde hij in een aantal kleine Broadway-producties.

### Succes in Hollywood
Na de oorlog werd hij op voorspraak van Lauren Bacall gecast als hoofdrolspeler in The Strange Love of Martha Ivers. Sindsdien heeft hij in totaal aan meer dan 85 producties deelgenomen, waaronder kaskrakers en klassiekers als Lust for Life (waarin hij Vincent van Gogh speelde), Gunfight at the O.K. Corral, Paths of Glory en Spartacus. Douglas is tot op hoge leeftijd actief gebleven als acteur.
In de periode van het McCarthyisme in de jaren vijftig, waarin politici als Joseph McCarthy en de latere president Richard Nixon probeerden de Verenigde Staten te 'zuiveren' van vermeende communisten die ze als staatsgevaarlijk beschouwden, werden vele acteurs, filmregisseurs en scenarioschrijvers verbannen uit de Amerikaanse cinema. Kirk Douglas droeg in belangrijke mate bij aan het verdwijnen van de zwarte lijst door te onthullen dat de daarop staande Dalton Trumbo, die onder pseudoniem moest schrijven, de werkelijke auteur was van het veelgeprezen scenario voor Spartacus.

### Privéleven
Douglas was tot 1951 getrouwd met Diana Dill. Met haar kreeg hij twee zonen: acteur Michael Douglas en producent Joel Douglas. Na zijn scheiding is hij hertrouwd met Anne Buydens. Samen met haar kreeg hij nog twee zonen: producent Eric Douglas (die op 6 juli 2004 overleed aan een overdosis drugs) en acteur Peter Douglas.
In 1996 kreeg Douglas een beroerte. Sindsdien had hij problemen met praten. In 2015 was hij vrijwel volledig van de gevolgen hersteld, liep hij weer zelfstandig en schreef hij columns voor de online-krant The Huffington Post.
Kirk Douglas was een van de laatst nog levende acteurs van het klassieke Hollywood-tijdperk. Hij woonde in Beverly Hills. Hij werd 103 jaar oud en werd begraven op Westwood Village Memorial Park Cemetery. Hij liet een groot fortuin achter voor goede doelen.

## Filmografie
- Bibsys: 90548611
- Biblioteca Nacional de España: XX956414
- Bibliothèque nationale de France: cb138933967 (data)
- Catàleg d'autoritats de noms i títols de Catalunya: 981058613387606706
- CiNii: DA04231300
- Gemeinsame Normdatei: 118818856
- International Standard Name Identifier: 0000 0001 2147 772X
- Library of Congress Control Number: n84156475
- Nationale Bibliotheek van Letland: 000243216
- MusicBrainz: ade1dabe-417f-4d8f-9a1f-33812421c944
- National Archives and Records Administration: 10570049
- Bibliotheek van het Japanse parlement: 00465747
- Nationale Bibliotheek van Tsjechië: jn20020126011
- Nationale bibliotheek van Australië: 35805327
- Nationale Bibliotheek van Israël: 987007260513305171
- Nationale Bibliotheek van Polen: a0000001178675
- Nederlandse Thesaurus van Auteursnamen: 074236911
- Réseau des bibliothèques de Suisse occidentale: 02-A000052815
- Istituto Centrale per il Catalogo Unico: CFIV093529
- LIBRIS: 352142
- SNAC: w6m04gs1
- Système universitaire de documentation: 027574431
- Trove: 1095418
- Virtual International Authority File: 110926589
- WorldCat: E39PBJhmQdJ9VwWWc9WxYTyyBP